# Пойшен
Пойшен (нім. Peuschen) — громада в Німеччині, розташована в землі Тюрингія. Входить до складу району Заале-Орла. Складова частина об'єднання громад Раніс-Цигенрюк.
Площа — 7,53 км2. Населення становить 444 ос. (станом на 31 грудня 2021).

## Галерея

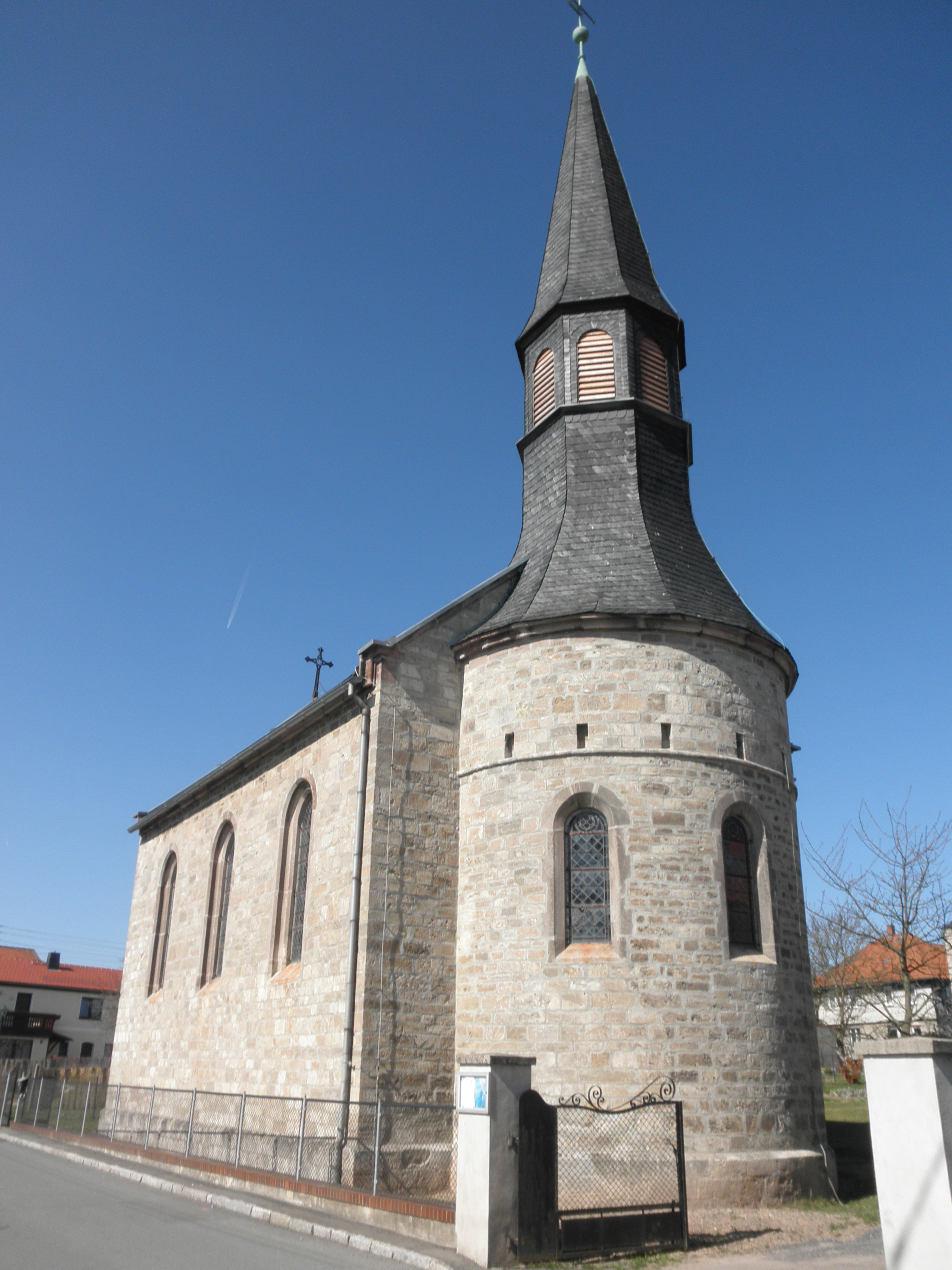